# 小倉貞秀
小倉 貞秀（おぐら さだひで、1922年(大正11年)11月29日 - 2013年(平成25年)12月11日）は、日本の哲学研究者。
愛知県豊川市生まれ。1947年広島文理科大学卒、1949年同助手、1954年広島大学文学部助教授、1968年教授。1965年「カント倫理学研究」で文学博士。1986年定年退官、名誉教授。1999年勲三等旭日中綬章受勲。

## 著書
- 『カント倫理学研究 人格性概念を中心として』理想社、1965 哲学全書
- 『価値倫理学研究』理想社、1968
- 『マックス・シェラー 人とその思想』塙新書、1969
- 『愛の価値論的考察』以文社、1982
- 『ブレンターノの哲学』以文社、1986
- 『カント倫理学の基礎』以文社、1991
- 『ペルソナ概念の歴史的形成 古代よりカント以前まで』以文社、2010

### 共著編
- 『倫理学の基礎』河野真共著 理想社、1967
- 『価値と人格』清水哲臣共著 以文社、1977
- 『倫理学叙説』編 以文社、1985
- 『カントとドイツ近代思想』編 以文社、1990

### 翻訳
- カント『道徳哲学』白井成允共訳 岩波文庫、1954
- 『シェーラー著作集 6 人間における永遠なるもの 上』白水社、1977
- フリッツーヨーアヒム・フォン・リンテレン『生きた精神の哲学』以文社、1979
- ブルーノ・バウフ『イマヌエル・カント 人とその思想』監訳 以文社、1988

### 記念論集
- 『人間観をめぐる諸問題 小倉貞秀先生喜寿記念論集』西日本法規出版、1999

## 参考
- 『現代日本人名録』2002